# Saffron Walden
Saffron Walden är en stad och en civil parish i Uttlesford i Essex i England. Orten har 15 095 invånare.